# ناماستي

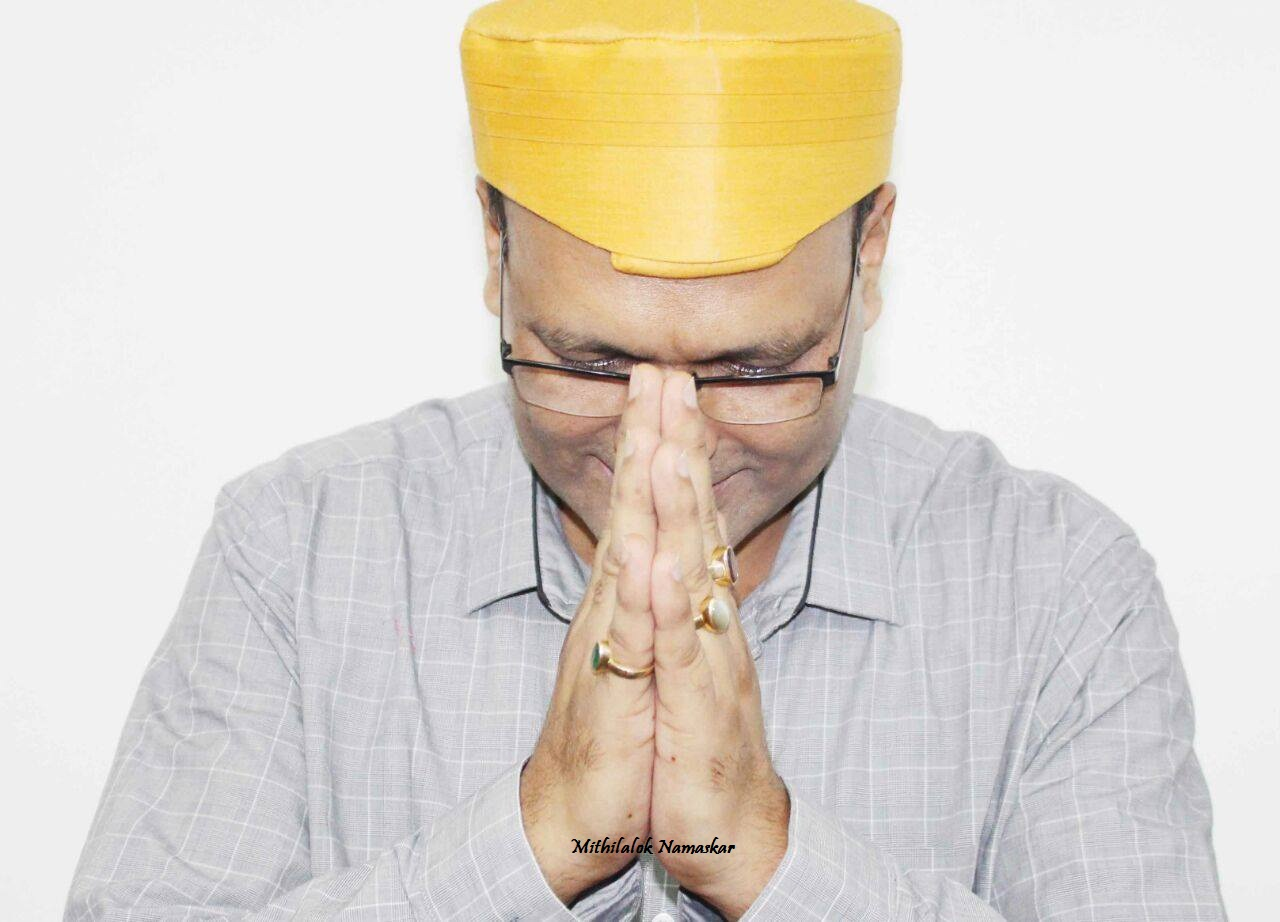
ناماستي

ناماستي أو نامسكار (بالإنجليزية: Namaste)‏ (وتعني الترجمة الحرفية لها: انحني لك) هي إحدي صور التحية في الثقافة الهندية، ويشيع استخدامها في الهند ونيبال، وتستخدم كتحية عند اللقاء والوداع.
تتضمن التحية الانحناء مع ضم اليدين مفتوحتين والأصابع موجهة لأعلي والإبهامان يلامسان الصدر.

## معرض صور

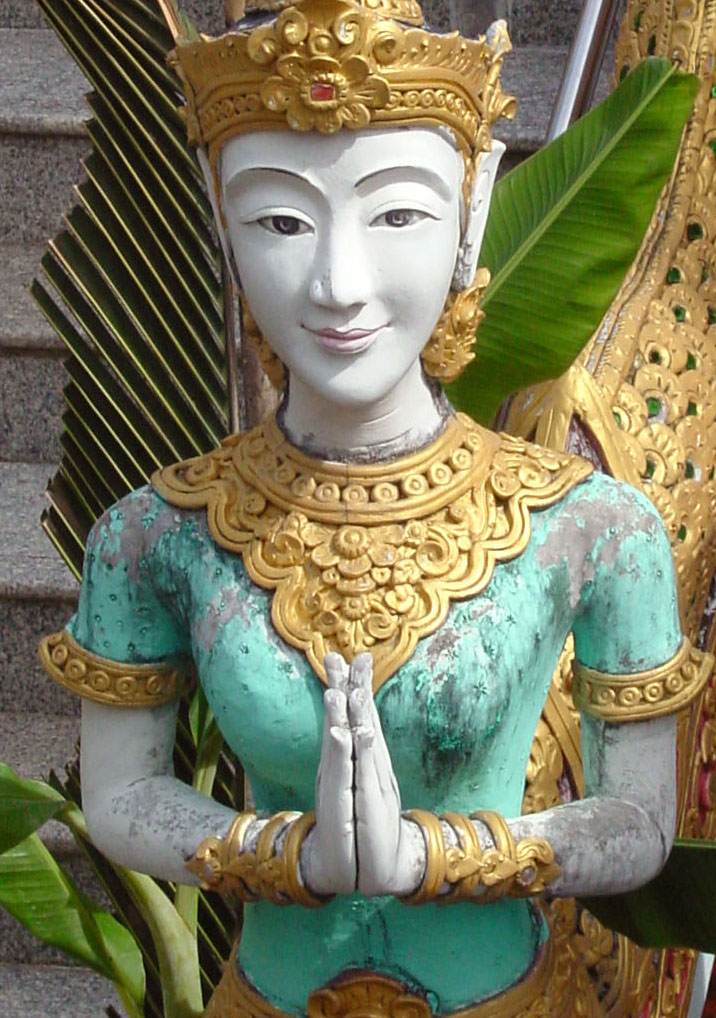
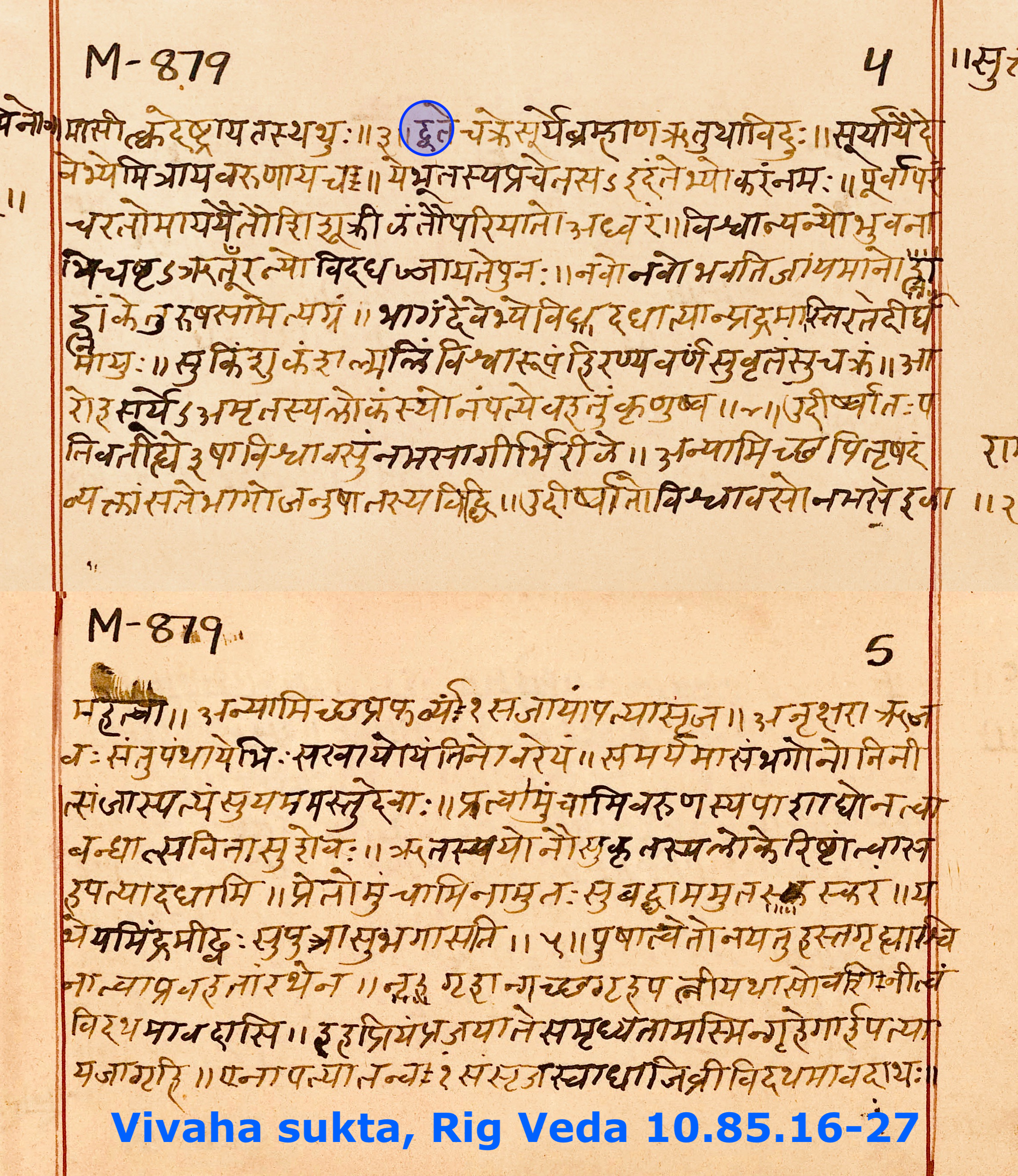
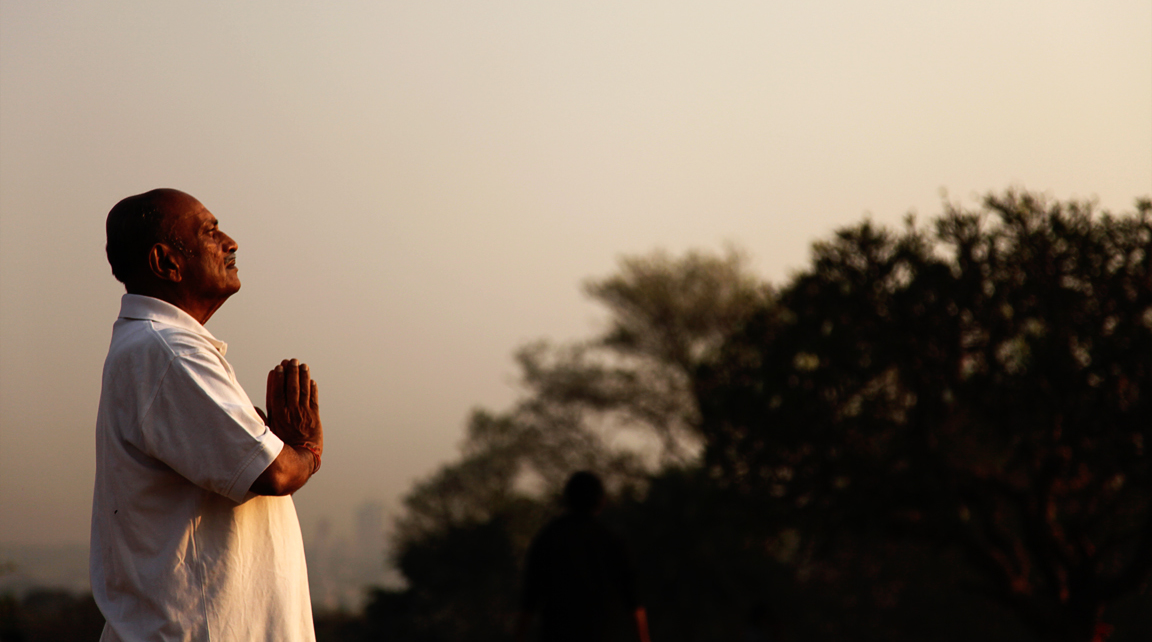